# Bernard Minier
Bernard Minier (Béziers, 1960. augusztus 26. –) francia író. 
Délnyugat-Franciaországban nőtt fel a Pireneusoknál. Tanulmányait Tarbes-ban és Toulouse-ban végezte, mielőtt egy évet Spanyolországban töltött volna. Ma Essonne-ban él, Île-de-France régióban.
Nyolcéves korában döntötte el, hogy író lesz, majd huszonnégy évesen Párizsba költözött, és a rock, a könyvek, az utazás bűvöletében eltelt dühöngő ifjúság évei után, 1984-ben a francia vámhivatalnál helyezkedett el. Főellenőrként kezdte karrierjét a pénzügyőrségnél, s közben regényíró versenyeken vett részt, mielőtt első művét elküldte volna a kiadóknak.
Első regényét, a Glacé-t (A fagy) 2011-ben publikálta, s a pozitív sajtóvisszhang hatására gyorsan népszerűvé vált. Elnyerte a 2011-es Cognac-i Könyvfesztivál legjobb francia nyelvű krimijének járó díját. A nagy sikerre való tekintettel azonos címmel tévésorozat is készült. Műveit több nyelvre lefordították vagy fordításuk folyamatban van. 

## Művei, magyarul
- Martin Servaz parancsnok-sorozata
  - 2011 – A fagy (Glacé); fordította: Bíró Péter; Gabo, Budapest, 2012[3]
  - 2012 – Testvériség (Le Cercle); fordította: Bíró Péter; Gabo, Budapest, 2014[4]
  - 2014 – Ne maradj sötétben (N'éteins pas la lumière); fordította: Bíró Péter; Gabo, Budapest, 2016[5]
  - 2017 – Nuit
  - 2018 – Sœurs

- További művei
  - 2015 – Durva egy történet (Une putain d'histoire); fordította: Bíró Péter; Gabo, Budapest, 2016[6]
  - 2017 – L'Échange ou Les Horreurs de la Guerre
  - 2019 – M, le bord de l'abîme